# Antihumanismo
El antihumanismo es un término aplicado a un número de pensadores opuestos al proyecto de una filosofía antropológica o antropocéntrica. Lo central para el antihumanismo es que las nociones que hablan de naturaleza humana o de "hombre" o "humanidad" en abstracto deben ser rechazadas como relatividad histórica o metafísica, también como el rechazo del punto de vista humano como sujetos autónomos.

## Orígenes
A finales del siglo XVIII e inicios del siglo XIX, la filosofía del humanismo fue una vertiente dominante de la Ilustración. Esto porque se creyó que existía una moral universal rigiendo al hombre, deduciendo que podría decirse que todas las personas están intrínsecamente libres e iguales. Para los humanistas liberales como Rousseau o Kant, la ley universal de la razón guiaba nuestro camino hacia la emancipación total de cualquier tipo de tiranía.
Tales ideas no continuaron sin enfrentamientos. El joven Karl Marx criticó este proyecto de la emancipación política (encarnada en la forma de los derechos humanos), afirmando que son un síntoma de la deshumanización a la que se suponían oponerse. Marx argumentó esto porque, bajo el capitalismo, los individuos egoístas están en constante conflicto con los demás, los derechos son necesarios para proteger a uno de otro. La verdadera emancipación puede únicamente darse a través del establecimiento del comunismo, el cual abole toda la propiedad privada de la medios de producción. Mientras que el ya maduro Marx puede haber conservado la creencia en la inevitabilidad del progreso, también fue contundente en su crítica de la noción de los derechos humanos como idealistas o utópicos. Para el Marx maduro, la "humanidad" es una abstracción irreal: porque los derechos propios son abstractos, la justicia y la igualdad que protegen también es abstracta, lo que permite las desigualdades extremas en la realidad.
Para Friedrich Nietzsche, el humanismo no era más que una versión secular del teísmo. En su Genealogía de la moral, sostiene que los derechos humanos existen como un medio para que los débiles limiten colectivamente a los fuertes. En este punto de vista, estos derechos no facilitan la emancipación de la vida, sino más bien lo niegan.
En el siglo XX, la noción de que los seres humanos son racionalmente autónomos fue impugnada por Sigmund Freud, quien creía que los seres humanos son impulsados por deseos y discursos primordiales inconscientes.
Martin Heidegger criticó al humanismo por una serie de motivos. Heidegger creía que el humanismo era una filosofía metafísica, con esto atribuye a la humanidad una esencia universal, privilegiándola sobre otras formas de existencia. Para Heidegger, el humanismo toma consciencia como el paradigma de la filosofía, lidereándolo como un subjetivismo e idealismo que deben evitarse. Lo que es más, Heidegger (como hizo Hegel antes que él) rechaza la noción kantiana de autonomía, afirmando a los humanos como seres sociales e históricos. Heidegger también rechazó la noción kantiana de una conciencia constituyente, que construye el mundo que lo rodea. A pesar de ello, Heidegger fue reivindicado como un antecesor al movimiento humanista ostensiblemente del existencialismo, lo que lo llevó a distanciarse de su humanismo en 1946 con su "Carta sobre el humanismo".

## Estructuralismo
El desarrollo de estructuralismo fue recibido como un medio de superar el concepto problemático de "hombre". En la historia de las ideas, la ciencia empírica moderna había reemplazado a la especulación filosófica al preguntarse sobre la naturaleza de la materia y la especulación filosófica abstracta había sido sustituida por las ciencias concretas, como la lingüística (Saussure) o la antropología (Lévi-Strauss).
Cuando el filósofo marxista Louis Althusser acuñó el término antihumanismo fue directamente contra los marxistas humanistas (a los cuales consideraba revisionistas e idealistas) que consideraba recurrían a discursos de la burguesía para legitimar la lucha de clases. Esto significaba una oposición radical a la filosofía del sujeto. Althusser consideró a las "relaciones sociales" por tener primacía sobre la conciencia individual. Para Althusser, las creencias, deseos, preferencias y juicios de la persona son el producto de las prácticas sociales, es decir que el individuo se hace a la imagen de su sociedad. El individuo humano moderno cree ser un sujeto responsable de sus propias acciones innatamente; cuando, por el contrario, es constituido por la sociedad y su ideología. Para los humanistas marxistas (como Georg Lukács) la revolución estaba supeditada a la evolución de la conciencia de clase de un sujeto histórico, el proletariado. En oposición a esto, Althusser declaró que no era «el hombre» quien hizo historia, pero sí «las masas». El antihumanismo de Althusser minimiza el papel de la acción individual en el proceso de la historia.
El trabajo semiológico de Roland Barthes denunció el culto del autor y, de hecho proclamando su muerte, así también otros científicos sociales defendieron que en términos posmodernos, el modelo de humanismo en los textos literarios creó una condición problemática. Las narrativas clásicas realistas no pueden mantener el caos de un contenido disfuncional como el tema de las luchas en oposición a los principios culturales dominantes.
En estrecha relación con el antihumanismo de Althusser estuvieron las filosofías de los postestructuralistas, como Michel Foucault y Jacques Derrida. Aunque sus filosofías son muy diferentes ambos problematizan al sujeto. Un neologismo común para esto es "el sujeto descentrado", que implica la ausencia de la acción humana. Por ejemplo, Jacques Derrida argumenta que el carácter fundamentalmente ambiguo del lenguaje hace a la intención incognoscible y permite al lenguaje estructurar y dirigir los pensamientos y acciones. Michel Foucault, en "Las palabras y las cosas" argumentó que existe una base de conocimiento en todas las épocas, a lo que él llamó episteme. Argumentó que "el hombre" es una invención reciente, que tiene lugar en la "episteme moderna", a fines del siglo XVIII y durante todo el siglo XIX. La ruptura con la "episteme moderna" (que opera en los límites del humanismo) está dada con el descentramiento del sujeto, ejemplificado por el estructuralismo de Lacan aplicado al psicoanálisis de Freud, la lingüística estructuralista, o la antropología estructural de Lévi-Strauss.

## Crítica
Entre los críticos del antihumanismo, destaca notablemente Jürgen Habermas, quien  afirmaba que, si bien los antihumanistas pueden poner de relieve el fracaso del humanismo para cumplir su ideal emancipatorio, no ofrecen un proyecto alternativo de emancipación de los suyos. Aunque Habermas acepta algunas críticas recibidas al humanismo tradicional, considera que el humanismo debe ser repensado y revisado en lugar de simplemente abandonado.